# Beef House
Beef House è una serie televisiva statunitense del 2020, creata, diretta e sceneggiata da Tim Heidecker e Eric Wareheim.
Parodia delle sitcom americane degli anni '80 e '90, la serie vede protagonisti Eric e la detective Megan Dungerson nei panni di una coppia sposata di periferia che vive con il migliore amico del primo, Tim, e un trio di uomini eccentrici.
La serie è stata trasmessa per la prima volta negli Stati Uniti su Adult Swim dal 30 marzo al 4 maggio 2020, per un totale di 6 episodi ripartiti su una stagione.
Il 1º gennaio 2021, come parte di uno speciale dedicato al loro film Tim and Eric's Billion Dollar Movie, Tim e Eric hanno rivelato di aver già scritto una seconda stagione di Beef House ma che la potenziale produzione della stessa sarebbe stata ritardata indefinitamente a causa della pandemia di COVID-19. L'8 agosto 2021, Heidecker ha annunciato che sebbene siano state scritte altre sei sceneggiature, Adult Swim non ha intenzione di rinnovare la serie per una seconda stagione.

## Trama
Eric è un uomo di periferia che è sposato con Megan, una detective di polizia impulsiva con la quale condivide una relazione in gran parte unilaterale e astiosa poiché lei esprime apertamente il suo disprezzo per lui e la sua attrazione per gli altri uomini.
La coppia vive col migliore amico di Eric chiamato Tim, un veterano dell'esercito e aspirante musicista rock, e un trio di uomini anziani: Ron Austar, Tennessee Luke e Ben Hur.

## Episodi
| nº | Titolo originale         | Prima TV USA   |
| -- | ------------------------ | -------------- |
| 1  | Army Buddy Brad          | 29 marzo 2020  |
| 2  | Prunes                   | 5 aprile 2020  |
| 3  | Boro                     | 12 aprile 2020 |
| 4  | Beaver in the Beef House | 19 aprile 2020 |
| 5  | Bus Driver               | 26 aprile 2020 |
| 6  | Crab Dip                 | 3 maggio 2020  |

## Personaggi e interpreti

### Personaggi principali
- Tim, interpretato da Tim Heidecker.
- Eric, interpretato da Eric Wareheim.
- Megan Dungerson, interpretata da Jamie-Lynn Sigler.

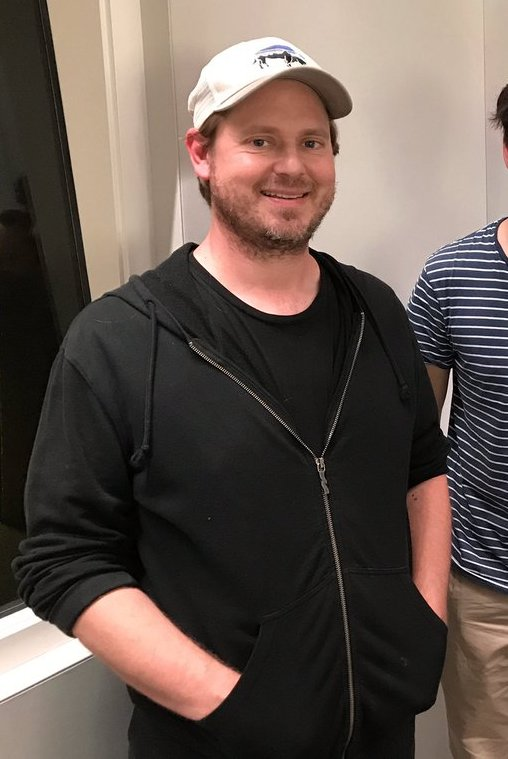
Tim Heidecker nel 2017
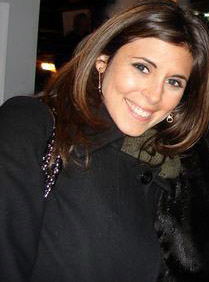
Jamie-Lynn Sigler nel 2007
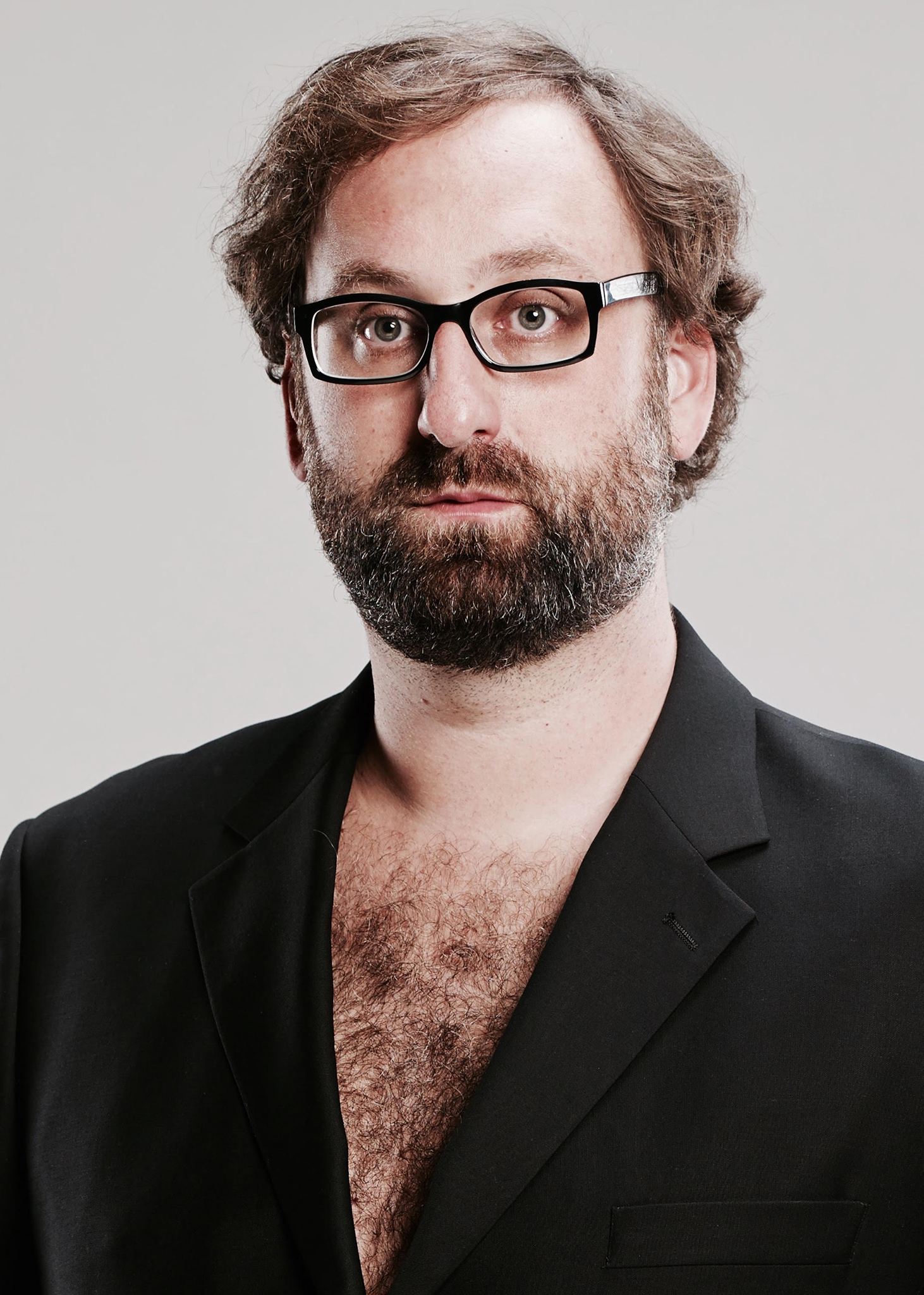
Eric Wareheim nel 2022

### Personaggi ricorrenti
- Ron Austar, interpretato da Ron Austar.
- Tennessee Luke, interpretato da Tennessee Winston Luke.
- Ben Hur, interpretato da Ben Hur.
- Boro, interpretato da Kannon Hicks.
- Lana, interpretata da Devin Mills.
- Brad, interpretato da Michael Bowen.
- Madre di Eric, interpretata da Beth Grant.

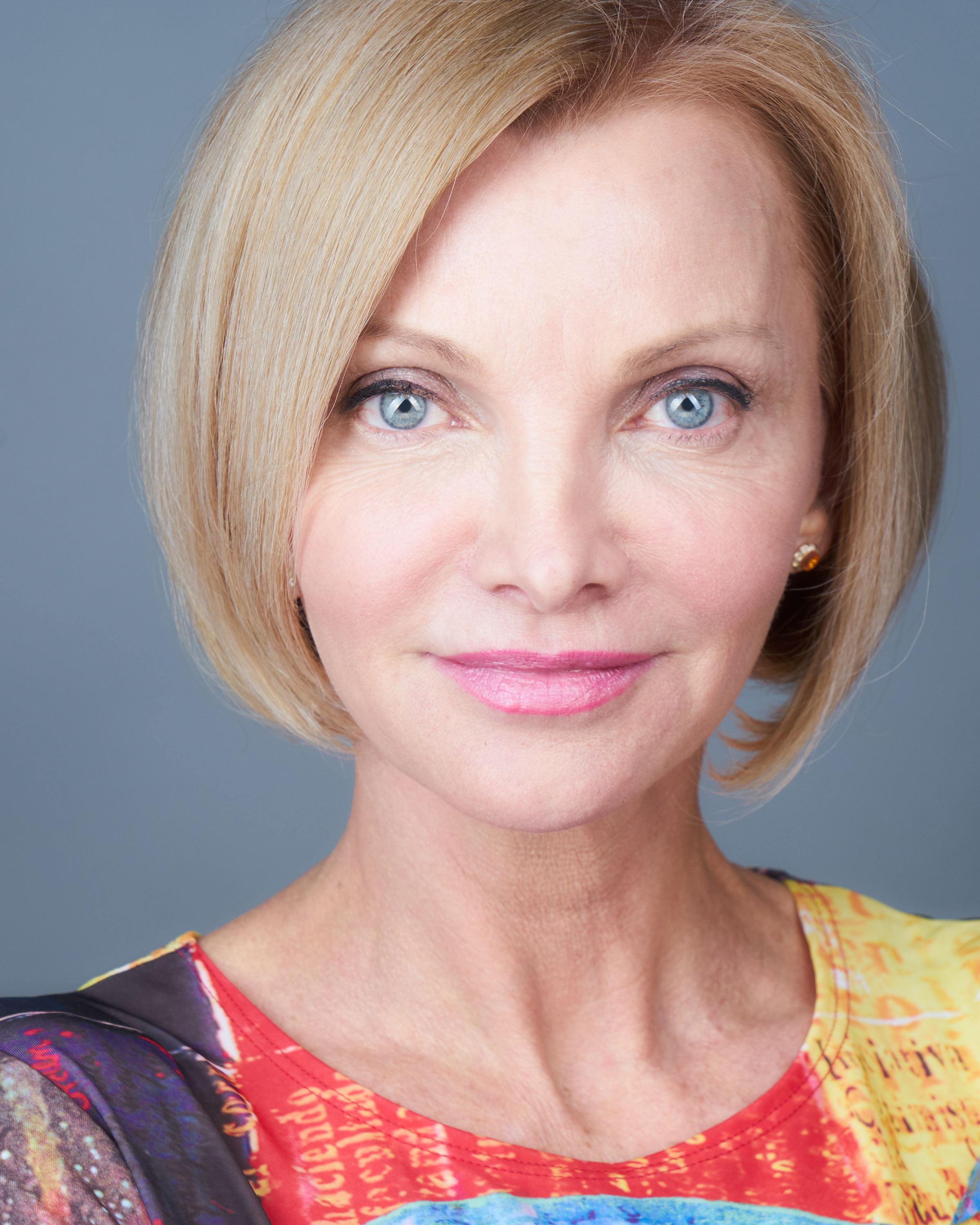
Devin Mills nel 2017
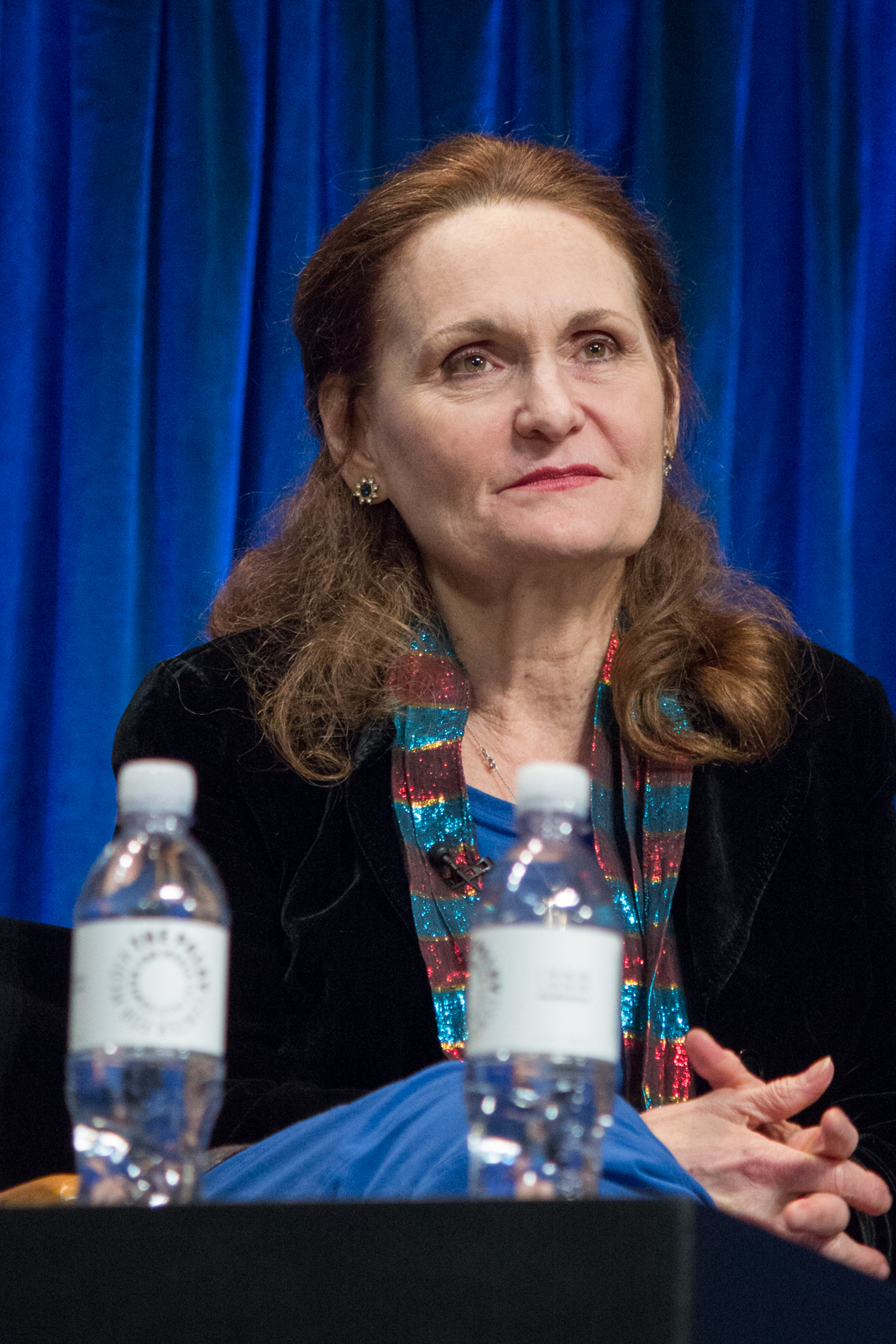
Beth Grant al PaleyFest nel 2013

## Distribuzione

### Trasmissione internazionale
- 29 marzo 2020 negli Stati Uniti d'America su Adult Swim;
- 5 giugno 2020 nel Regno Unito su All 4;[4]
- 26 febbraio 2021 in Francia su Adult Swim.[5]